# Aşk Mevsimi
Aşk Mevsimi ist ein türkischer Spielfilm des Regisseurs Murat Şeker aus dem Jahr 2024.

## Inhalt
Şirin und Ali kennen sich schon im Kindesalter. Doch mit der Zeit wird ihre Beziehung unzertrennlich. Şirins und Alis Gefühle, die zu verschiedenen Zeitpunkten mit der Jahreszeit der Liebe im Einklang stehen, fallen nie zusammen. Der Film erkundet die widersprüchlichen Seiten von Liebe und Glück.

## Produktion und Veröffentlichung
Juli 2023 wurden die Hauptdarsteller Dilan Çiçek Deniz und Cem Yiğit Üzümoğlu bekanntgegeben. Murat Şeker führte in dem Film Regie und schrieb noch das Drehbuch. Die Dreharbeiten fanden in Bozcaada statt.
Die Veröffentlichung des Films war ursprünglich für den 9. Februar 2024 geplant, wurde jedoch auf den 2. Februar 2024 vorgelegt.

## Rezeption
Atilla Dorsay von T24 bewertete den Film mit 3/5 und lobte die Leistung von Dilan Çiçek Deniz und Cem Yiğit Üzümoğlu. Dorsay gab eine positive Bewertung und schrieb: „Murat Şeker hat tatsächlich einen originellen Film gemacht und das Szenario, das sie mit Ali Tanrıverdi entwickelt haben, ist auch solide.“